# Nagosa
Nagosa is een plaats (freguesia) in de Portugese gemeente Moimenta da Beira en telt 162 inwoners (2001).